# 700
Năm 700 trong lịch Julius.